# J. H. Williams III
J.H. „Jim“ Williams III (* 1965) ist ein US-amerikanischer Comiczeichner.

## Leben
Williams begann in den späten 1980er Jahren als hauptberuflicher Comiczeichner zu arbeiten. Nach einigen frühen Aushilfsarbeiten, so etwa an dem Batman Annual von 1989, erhielt Williams 1994 mit dem Zeichenauftrag für die, von Milestone Media veröffentlichte, vierteilige Miniserie Deathwish sein erstes reguläres Engagement.
In den ausgehenden 1990er Jahren war Williams dann hauptsächlich für den amerikanischen Großverlag DC-Comics tätig. Für DC zeichnete Williams von 1998 bis 1999 die, von Dan Curtis Johnson verfasste, Serie Chase, eine Mischung aus Mystery- und Crimecomic, die – von John Francis Moore geschriebene – Ausgabe #1.000.000 der Serie Chronos, sowie die Comicromane The Justice Riders (von Chuck Dixon) und Son of Superman (von Howard Chaykin). Gemeinsam mit Warren Ellis schuf Williams Ende der 1990er die Serie Desolation Jones.
In den Jahren 1999 bis 2005 legte Williams mit den Zeichnungen für die eigenwillige, von Alan Moore verfasste, Serie Promethea seine bislang bekannteste Arbeit vor. 2005/2006 illustrierte er zudem mehrere Hefte aus Grant Morrisons Seven Soldiers-Projekt.
Williams jüngste Arbeiten finden sich in der Serie Batman, für die er seit 2007 als Stammzeichner tätig ist. Sein Partner ist dabei wieder Morrison.

## Bibliografie
- Batman: #526, 550–552
- Batman Annual: #21
- Batman: Legends of the Dark Knight: #86–88
- Blood Syndicate: #9, 15
- Chase: #1–9, 1 000 000
- Chronos: # 1 000 000
- The Creeper: #9
- DC Comics Presents: Mystery In Space #1
- Deathwish #1–4
- Desolation Jones #1–6
- Detective Comics #821, 854–861
- Echolands #1–6
- Flash Annual #7
- Green Lantern #1
- Hellboy: Weird Tales #5
- Hero Alliance Quarterly #2
- Justice League of America #0
- Justice Riders #1
- Marvel Knights: Millennial Visions #1
- Métal Hurlant #136
- Promethea #1–32
- Robin # 149–156, 159–168, 177–183
- Secret Files and Origins Guide to the DC Universe 2000 #1
- Seven Soldiers of Victory miniseries, #0 & 1
- Shade #2
- Showcase '93 #12
- Son of Superman
- Starman #26
- Starman Annual #1
- Tales of the Green Lantern #1
- Uncanny X-Men #352
- Underworld Unleashed: Abyss-Hell's Sentinel #1
- Wolverine '95 #1
- X-Man #46–47